# Tiszavid
Tiszavid là một thị trấn thuộc hạt Szabolcs-Szatmár-Bereg, Hungary. Thị trấn này có diện tích 10,75 km², dân số năm 2010 là 491 người, mật độ 46 người/km².